# بوهو
بوهو (انگلیسی: Boohoo) شرکت پوشاک بریتانیایی است، که در سال ۲۰۰۶ توسط محمود کمانی تأسیس شد.